# Juegos Olímpicos de la Juventud de Buenos Aires 2018
Los Juegos Olímpicos de la Juventud de Buenos Aires 2018 (Buenos Aires 2018 Summer Youth Olympic Games, en inglés) fueron la tercera edición de los Juegos Olímpicos de la Juventud, un evento multideportivo internacional realizado cada cuatro años por el Comité Olímpico Internacional. Esta edición de los juegos se realizó del 6 al 18 de octubre de 2018 en la Ciudad de Buenos Aires, capital de Argentina y en las localidades bonaerenses metropolitanas de Hurlingham, San Isidro, Vicente López y Villa Martelli. Fue la primera vez que se disputaron fuera del continente asiático. 
Compitieron 4012 atletas pertenecientes a 210 países, a los que se sumaron los Equipos Internacionales Mixtos, integrados por atletas de diferentes países y géneros que actuaron bajo bandera olímpica. La cantidad de hombres y mujeres atletas fue la misma, por primera vez en un evento organizado por el Comité Olímpico Internacional.

## Proceso de elección
En agosto de 2011 el Gobierno de la Ciudad Autónoma de Buenos Aires anunció su voluntad de albergar los Juegos Olímpicos de la Juventud. En marzo de 2012, Buenos Aires confirmó su candidatura, ya que cumplió con todos los requisitos exigidos por el Comité Olímpico Internacional y firmó el pacto del proceso de candidatura. La candidatura recibió apoyo del gobierno nacional.
El 15 de marzo de 2012 se cerró la etapa de presentación ante el Comité Olímpico Internacional de las ciudades aspirantes a albergar estos Juegos a la que se postularon seis ciudades. El 15 de octubre del mismo año, el Comité de la candidatura de Buenos Aires entregó su dossier de candidatura al Comité Olímpico Internacional en Lausana, Suiza. En el informe, se detalla la candidatura, las sedes y los lugares de hospedaje.
El 13 de febrero de 2013 el Comité Olímpico Internacional (COI) eligió a las tres ciudades finalistas que compitieron para obtener la 3° edición de los juegos: Buenos Aires, Medellín y Glasgow. Asimismo, las ciudades de Guadalajara (México) y Róterdam (Países Bajos) quedaron eliminadas en este proceso. El 4 de julio de 2013 en Lausana, Suiza, las tres ciudades candidatas hicieron su presentación ante el COI y esa sesión, el COI definió la sede. Los resultados fueron los siguientes:
| Ciudad       | País        | Ronda 1 | Ronda 2 |
| Buenos Aires | Argentina   | 40      | 49      |
| Medellín     | Colombia    | 32      | 39      |
| Glasgow      | Reino Unido | 13      | –       |

Primero se realizó la primera ronda de votaciones en la que quedó eliminada la ciudad de Glasgow. Finalmente, se llevó a cabo la segunda ronda de votación, donde se determinó que la Ciudad de Buenos Aires realizará los III Juegos Olímpicos de la Juventud, ganando la votación ante Medellín por 49 votos a 39. Tras el triunfo, Macri declaró:

Estamos todos muy contentos, cuando dijeron ‘Buenos Aires’ saltamos todos de alegría; no tenemos dimensión de la importancia que tiene para Buenos Aires y para toda la Argentina esta elección.

Como Jefe de Gobierno de la Ciudad de Buenos Aires, garantizo plenamente los recursos y el compromiso para la organización de los Juegos. En términos de presupuesto, el costo de los Juegos representa menos del 1 por ciento del presupuesto anual total de la ciudad. Además, tenemos el respaldo incondicional y garantías tanto de la Ciudad como del Gobierno nacional.
Mauricio Macri

## Organización

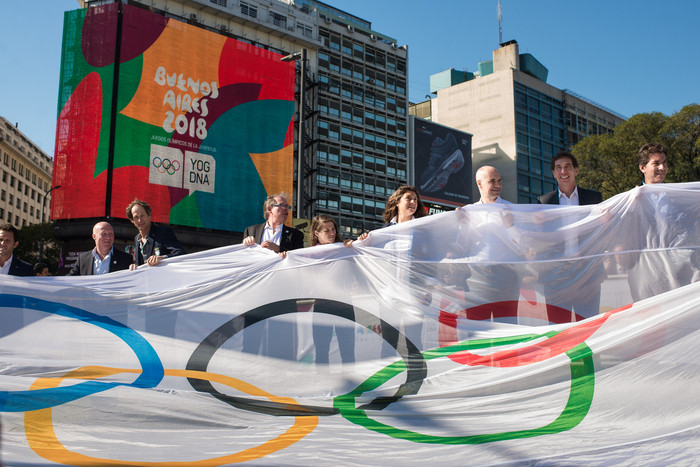
Izamiento de la bandera olímpica en la Plaza de la República (Buenos Aires).

En octubre de 2013, el presidente del Comité Olímpico Internacional, Thomas Bach nombró al reconocido atleta de Namibia, Frankie Fredericks cuatro veces medallista olímpico, como presidente de la Comisión de Coordinación de los III Juegos Olímpicos de la Juventud de Verano Buenos Aires 2018. Fredericks encabezó la Comisión de Coordinación del COI que se compuso de varios atletas olímpicos, incluyendo Danka Bartekova, la miembro más joven del COI y embajadora de los Juegos Olímpicos de la Juventud Singapur 2010. Esta comisión trabajó junto con el Comité Organizador de Buenos Aires 2018 (en inglés: Buenos Aires Youth Olympic Games Organising Committee, en sus siglas BAYOGOC), el cual incluyó miembros del Comité Olímpico Argentino (COA), del Gobierno de la Ciudad de Buenos Aires y del gobierno nacional argentino.
El futbolista argentino Lionel Messi, medallista de oro olímpico, fue nombrado como embajador de los Juegos en marzo de 2014, con acciones a beneficio de los atletas. En la ceremonia de clausura de los Juegos Olímpicos de la Juventud 2014, en Nankín, China, se pudo ver un video mensaje en la pantalla del estadio, donde Messi daba una bienvenida a los jóvenes atletas a la ciudad de Buenos Aires.

### Apoyo a la candidatura
La candidatura fue impulsada por el Gobierno de la Ciudad de Buenos Aires, encabezado en ese momento por Mauricio Macri. Varios deportistas apoyaron también la candidatura porteña, como los tenistas argentinos José Luis Clerc, David Nalbandian y Paola Suárez y el tenista estadounidense Andy Roddick, la jugadora de hockey Silvina D'Elía, el gimnasta Federico Molinari y la judoca Paula Pareto.

## Símbolos

### Buenos Aires
Argentina es el segundo país más extenso de Sudamérica y el tercero en población, con algo más de 44 millones de habitantes al momento de realizarse los Juegos. La ciudad de Buenos Aires es la capital del país, tiene una población de unos 2,8 millones de habitantes que ha permanecido estable en los últimos 40 años y es el eje de una megaciudad llamada Gran Buenos Aires, con una población algo mayor a 14 millones de habitantes al momento de celebrarse los juegos. Es la ciudad más grande de Argentina y tiene una gran y variada oferta de deportes, actividades culturales y gastronomía. Los habitantes de Buenos Aires son llamados “porteños” por el puerto de Buenos Aires, el más importante del país.

### Emblema
El emblema de los Juegos Olímpicos de la Juventud Buenos Aires 2018 consistió en la expresión "Buenos Aires 2018" escrita en una tipografía diseñada con letras curvas y sin aristas, en la que cada letra está pintada con algunos de los cinco colores de los anillos olímpicos, que simbolizan los cinco continentes.

### Mascota
El 29 de mayo de 2018 fue presentado Pandi, la mascota oficial de los juegos. Se trata de un yaguareté de aspecto juvenil, cuyo nombre es el resultado de la combinación del nombre científico del yaguareté (Panthera onca) y la relación de la mascota con lo "digital". El Presidente del Comité Organizador de los Juegos, Gerardo Werthein, comentó que la mascota "busca inspirar a los jóvenes sobre el poder transformador del Olimpismo y del deporte".
La mascota fue diseñada por la agencia argentina Human Full Agency con dirección de Peta Rivero y Hornos. Mientras que los cortometrajes animados fueron realizados por el estudio de animación argentino Buda TV.

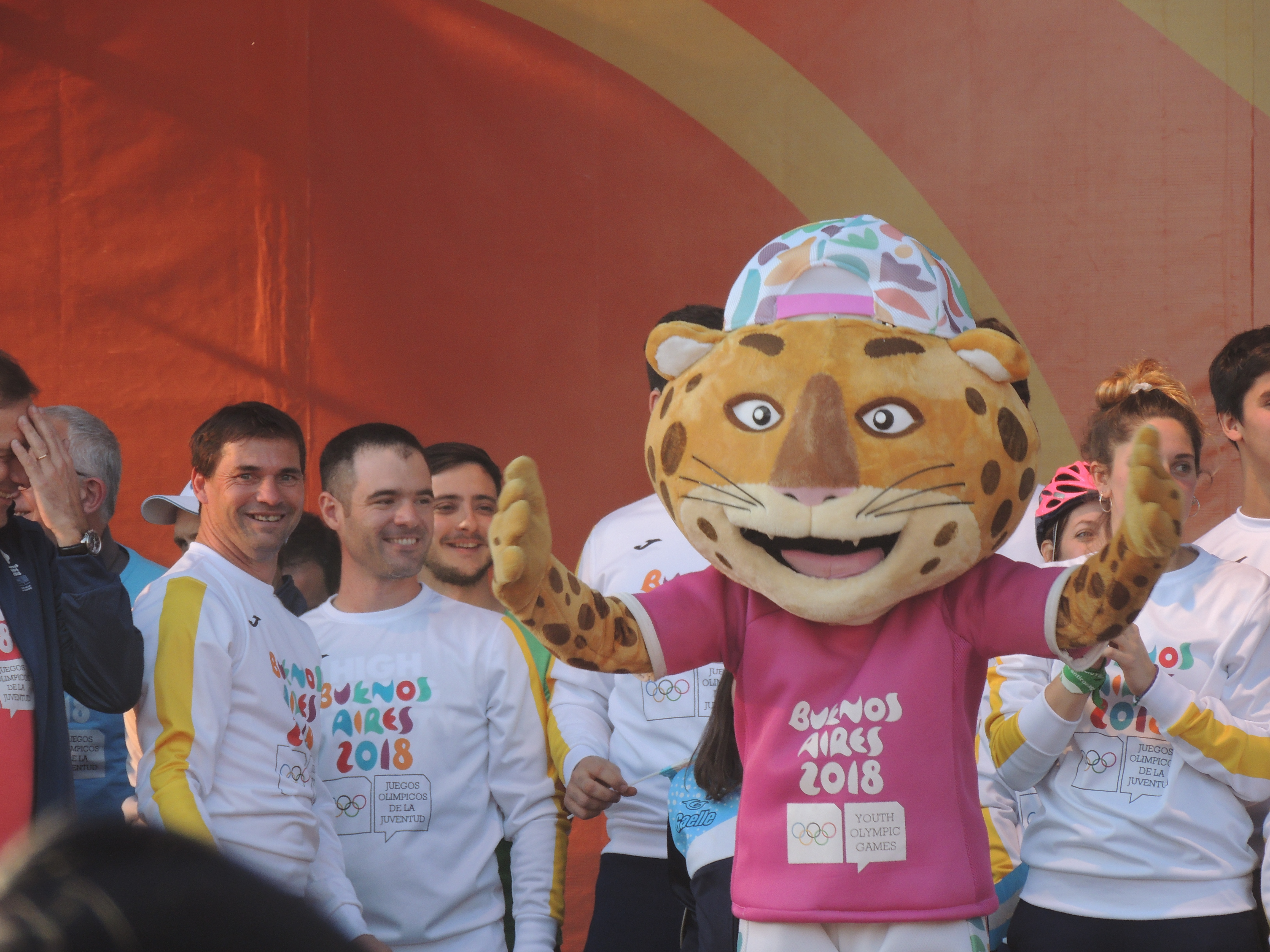
1. Pandi, la mascota oficial de los Juegos Olímpicos de la Juventud en Buenos Aires.

### Canción
La canción oficial para esta edición se tituló Vamos Juntos (Alive) y fue interpretada por el actor, cantante y bailarín Fernando Dente y fue coescrita por varios famosos artistas argentinos, entre ellos, Patricia Sosa.

## Antorcha olímpica

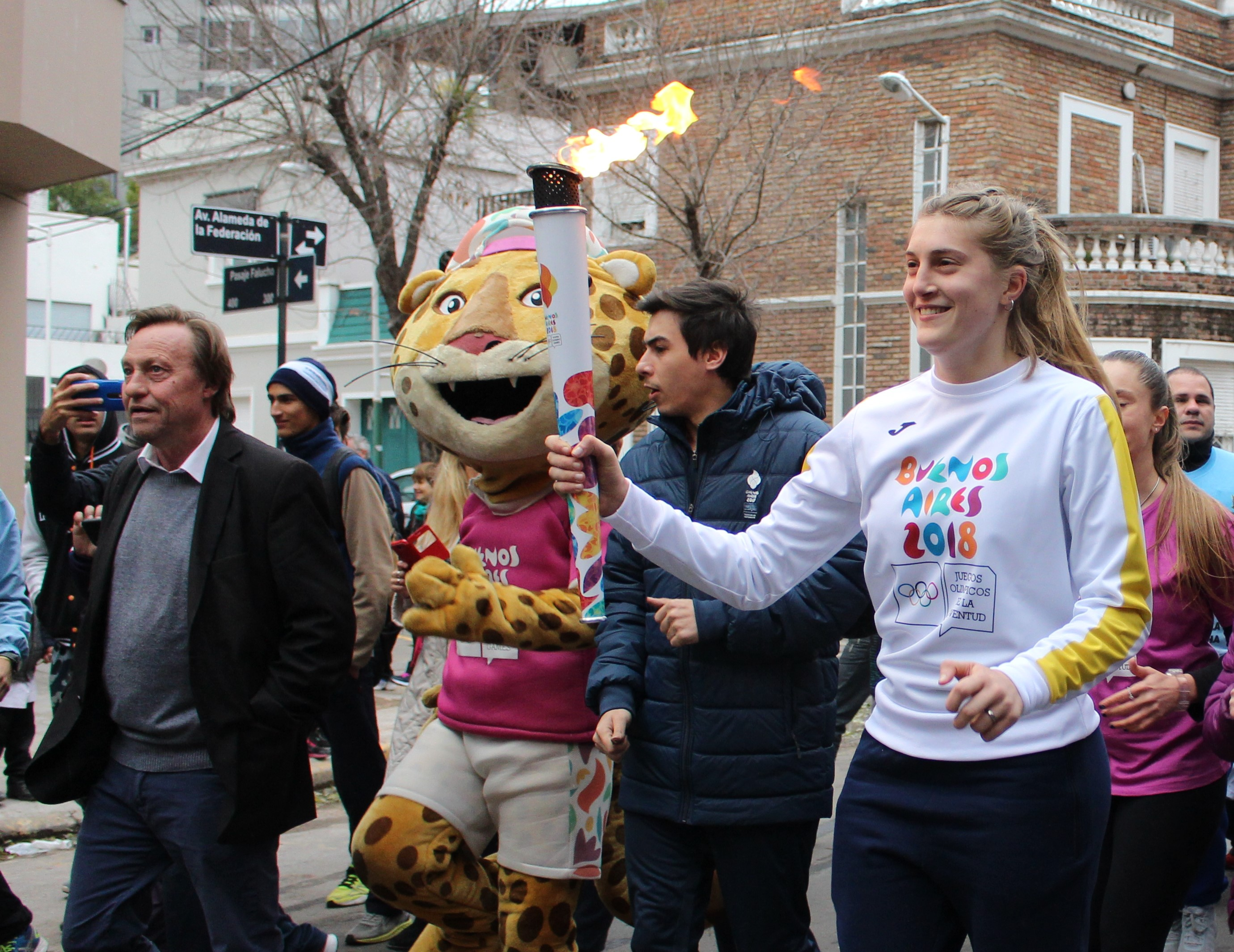
Relevo de la antorcha olímpica en la ciudad de Paraná.

### Características
El diseño de la antorcha olímpica de la juventud fue presentado el 13 de julio de 2018. Su identidad visual fue realizada por el Comité Organizador de los Juegos y estuvo inspirada en las misceláneas del emblema de los juegos.

### Relevo
El 15 de marzo de 2018, fue anunciado el recorrido de la antorcha olímpica, anunciando un recorrido por cinco regiones diferentes de Argentina con el objetivo de mostrar la diversidad cultural y geográfica del país. El 5 de julio se anunció las fechas y ciudades del relevo, comenzando con el encendido de la llama en Atenas el 24 de julio de 2018 y finalizando el relevo en Buenos Aires el 6 de octubre.
A grandes rasgos, el recorrido de la llama olímpica siguió la siguiente ruta:
Estadio Panathinaiko - Atenas ( Grecia) - La Plata - Paraná - Santa Fe - Puerto Iguazú - Corrientes- Concepción del Uruguay - San Salvador de Jujuy - Salta - San Miguel de Tucumán - San Fernando del Valle de Catamarca - La Rioja - Mendoza - San Juan - Córdoba (cancelado) - Neuquén - Bariloche (cancelado) - Ushuaia - Buenos Aires ( Argentina)
Sumado al relevo, la llama olímpica visitó las siguientes localidades: 
Quilmes - Lanús - San Isidro - Vicente López - Trenque Lauquen - Junín - San Miguel - Hurlingham - Tres de Febrero - Mar del Plata - Rosario
La ceremonia de encendido de la antorcha olímpica se llevó a cabo el 24 de julio de 2018 en el Estadio Panathinaikó. Siguiendo la tradición del encendido de antorchas olímpicas, una artista imitando el papel de una suma sacerdotisa encendió la llama utilizando un espejo cóncavo, quien luego transmitió el fuego a Valentina Muñoz y Yoel Vargas, dos ciclistas argentinos, este último le transmitió el fuego a una atleta griega. La ceremonia duró menos de lo previsto, en solidaridad con el pueblo griego debido a los incendios que azotaron las proximidades de Atenas.

## Ceremonias

### Ceremonia de apertura
La falta de un estadio que cumpliera los requisitos del Comité Olímpico Internacional y el Olympic Broadcasting Services condicionó las ceremonias de apertura y clausura desde un principio. Esto obligó al Comité Organizador de los Juegos a realizar un plan alternativo.
Finalmente, Gerardo Werthein, presidente del Comité Olímpico Argentino, anunció en la 131.ª Sesión del Comité Olímpico Internacional que:

"Queríamos hacer algo distinto y teníamos la idea de tener una ceremonia participativa e inclusiva. Decidimos que la ceremonia fuera en la calle, que fuera con un concepto 360° y que sea una ceremonia en donde tanto los atletas como los ciudadanos fueran los partícipes y artífices del éxito de Argentina. Tenía que ser una ceremonia producida en Argentina, por argentinos y para el mundo. Planeamos una fiesta en la 9 de Julio, sumamente innovadora y tecnológica, de gran participación, con alrededor 500 mil personas".

Si bien el proyecto obtuvo el visto bueno del movimiento olímpico, recibió duras críticas de las agencias de inteligencia de Estados Unidos, Israel, Reino Unido y Francia, debido al riesgo que supone la realización de un espectáculo en una amplia avenida rodeada de edificios lo que convertiría a deportistas y dignatarios en potenciales objetivos terroristas.
El 12 de julio de 2018 fue anunciado que la ceremonia de apertura se realizaría en el Obelisco de Buenos Aires. La realización de la ceremonia estuvo a cargo de Ozono Producciones, mientras que la dirección artística fue responsabilidad del grupo Fuerzabruta. Las obras en la zona del obelisco comenzaron el 11 de septiembre de 2018. Mauricio Macri, ya en ese entonces como Presidente de la Nación, inauguró oficialmente los juegos.
Repercusión mediática
La ceremonia, llevada a cabo en las calles de Buenos Aires, tuvo una gran acogida por la audiencia de televisión en el país. El evento, que se transmitió en vivo simultáneamente por la Televisión Pública Argentina y por el canal de cable TyC Sports, promedió 14.97 puntos de índice de audiencia (hogares), logrando una cobertura de aproximadamente 1.525.290 personas. A su vez, e imponiendo la etiqueta #BuenosAires2018, en Twitter se registraron 18.525 conversaciones con más de 7.300.000 impresiones.

### Ceremonia de clausura
Originalmente, se planeaba llevar a cabo la ceremonia de clausura en el Estadio Mary Terán de Weiss. Sin embargo, el retraso en las obras del techo del estadio y la falta de presupuesto, llevó al Comité Organizador a cancelar la ceremonia. Por ello en la ceremonia se realizó un módico show de luces y sonido con un desfile de naciones en la Villa Olímpica.
Acerca de esta ceremonia, Gerardo Werthein declaró lo siguiente:

“Nos parecía un exceso hacer un gasto al inicio y un gasto al final, así que también hemos cambiado este concepto. La ceremonia de clausura se va a realizar en el entorno de la Villa y va a ser una fiesta para los atletas, para los voluntarios y para todos los que trabajen durante los Juegos. Será una celebración entre todos ellos y algo mucho más sencillo porque entendíamos que no podíamos pedirle a la ciudad y a los ciudadanos un doble esfuerzo con una ceremonia de apertura y clausura. Esto sintetiza mucho los costos”.

## Sedes
Al Estadio Mary Terán de Weiss pensado inicialmente como una de las sedes para la práctica del tenis, posteriormente asignado para prácticas de boxeo y lucha, se le construyó un techo. Las obras comenzaron en enero de 2014 e inicialmente se anunció un costo de 103 millones de pesos argentinos. En el parque olímpico, la construcción de la villa olímpica fue presupuestada con un costo estimado de 170 millones de dólares estadounidenses, que fue inaugurada en marzo de 2018 y el Centro Olímpico de la Juventud se estimó un costo entre 80 y 90 millones de dólares que fue inaugurado en mayo de 2018.

### Parque verde

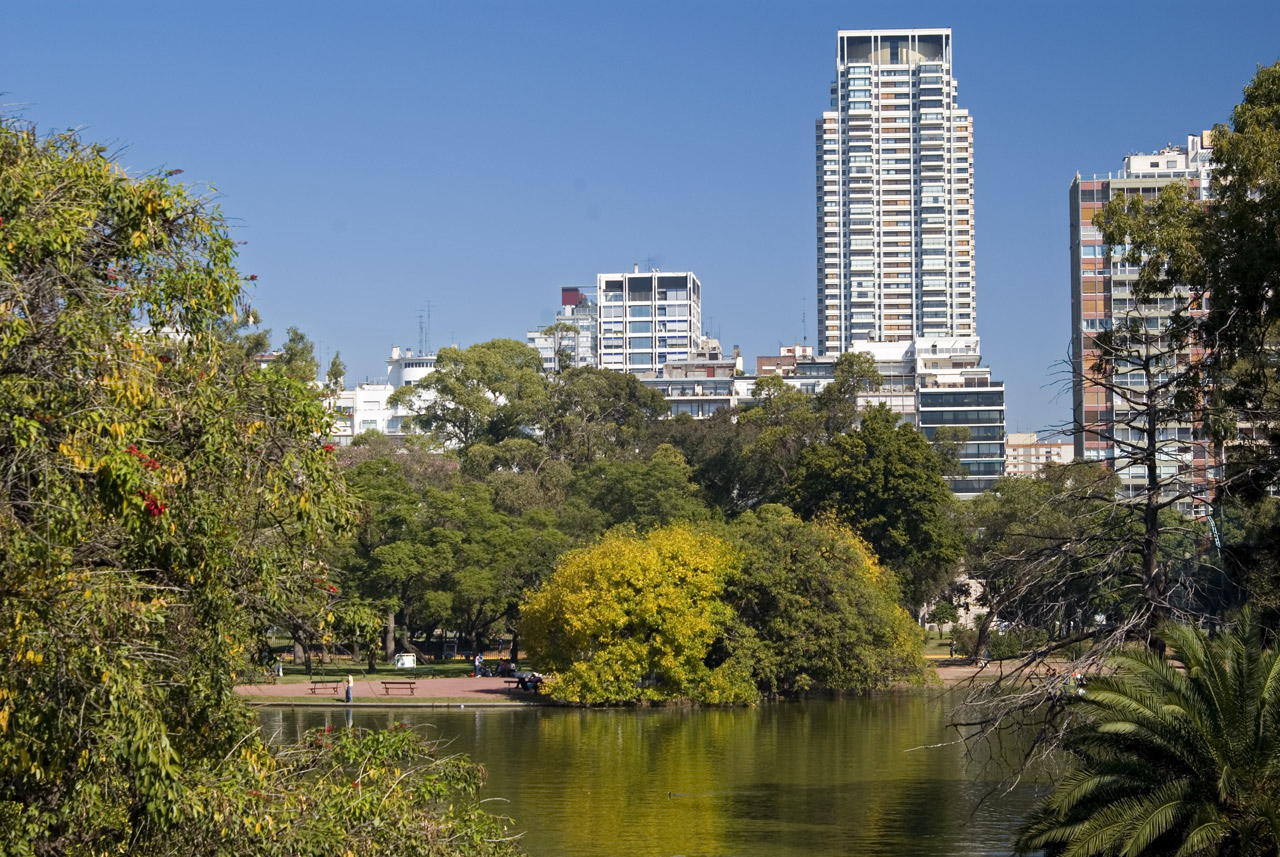
Los Bosques de Palermo, sede del triatlón y ciclismo de ruta.

Esta zona es adyacente al centro de Buenos Aires y se extiende a lo largo de tres kilómetros de la orilla del Río de la Plata, se caracteriza por grandes extensiones de parques, incluyendo los Bosques de Palermo, sede del Triatlón y Ciclismo. Incluye los barrios de Núñez, Belgrano y Palermo. En esta zona, se encuentran algunos de los centros deportivos más destacados y populares de la ciudad.
| Sede                          | Barrio  | Deportes                                          | Estado                             |
| ----------------------------- | ------- | ------------------------------------------------- | ---------------------------------- |
| CENARD                        | Nuñez   | Fútbol Sala                                       | Existente, sin necesidad de obras. |
| Club Hípico Argentino         | Núñez   | Equitación (Saltos)                               | Existente, sin necesidad de obras. |
| Bosques de Palermo            | Palermo | Triatlón Ciclismo - Ruta Ciclismo - Mountain bike | Existente, sin necesidad de obras. |
| Buenos Aires Lawn Tennis Club | Palermo | Tenis                                             | Existente, sin necesidad de obras. |
| Beach Volleyball Arena        | Palermo | Vóley playa                                       | Sede temporal construida.          |

### Parque urbano

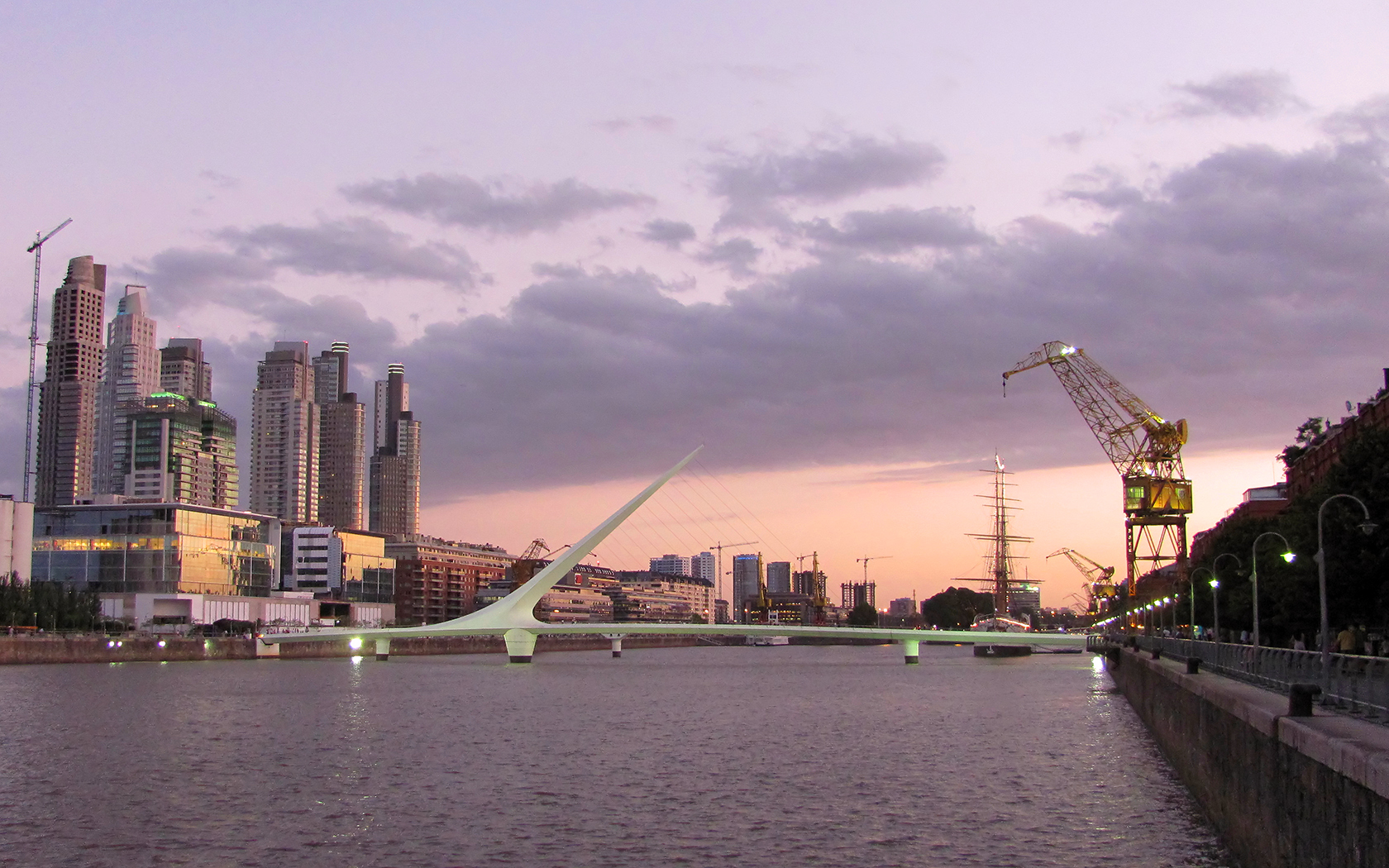
Puerto Madero fue sede de las competiciones de remo y canotaje.

Está ubicado en el este de la ciudad. Ocupa una parte importante de la ribera del Río de la Plata en el barrio de Puerto Madero. En esta zona, se puede practicar una gran cantidad de deportes náuticos.
| Sede                      | Barrio        | Deportes                                                                                | Estado                             |
| ------------------------- | ------------- | --------------------------------------------------------------------------------------- | ---------------------------------- |
| Diques Puerto Madero      | Puerto Madero | Remo Canotaje                                                                           | Existente, sin necesidad de obras. |
| Parque Mujeres Argentinas | Puerto Madero | Básquetbol 3x3 Danza Deportiva (Breakdance) Escalada deportiva Ciclismo - BMX Freestyle | Existente, sin necesidad de obras. |

### Parque Olímpico

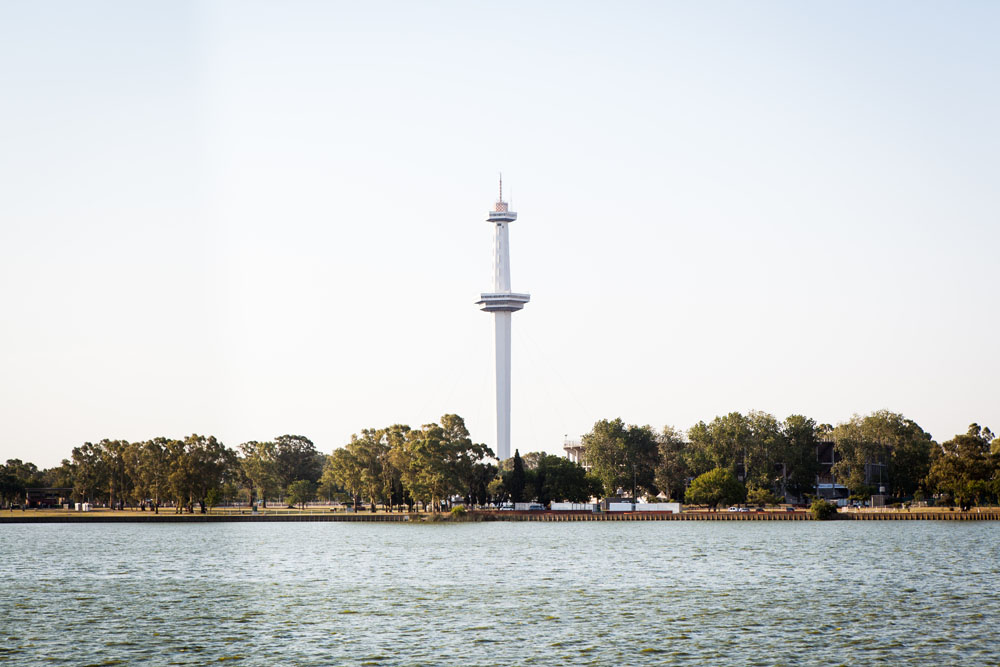
El Parque Roca está al lado del Parque de la Ciudad, lugar donde se construyó la Villa Olímpica de la Juventud.

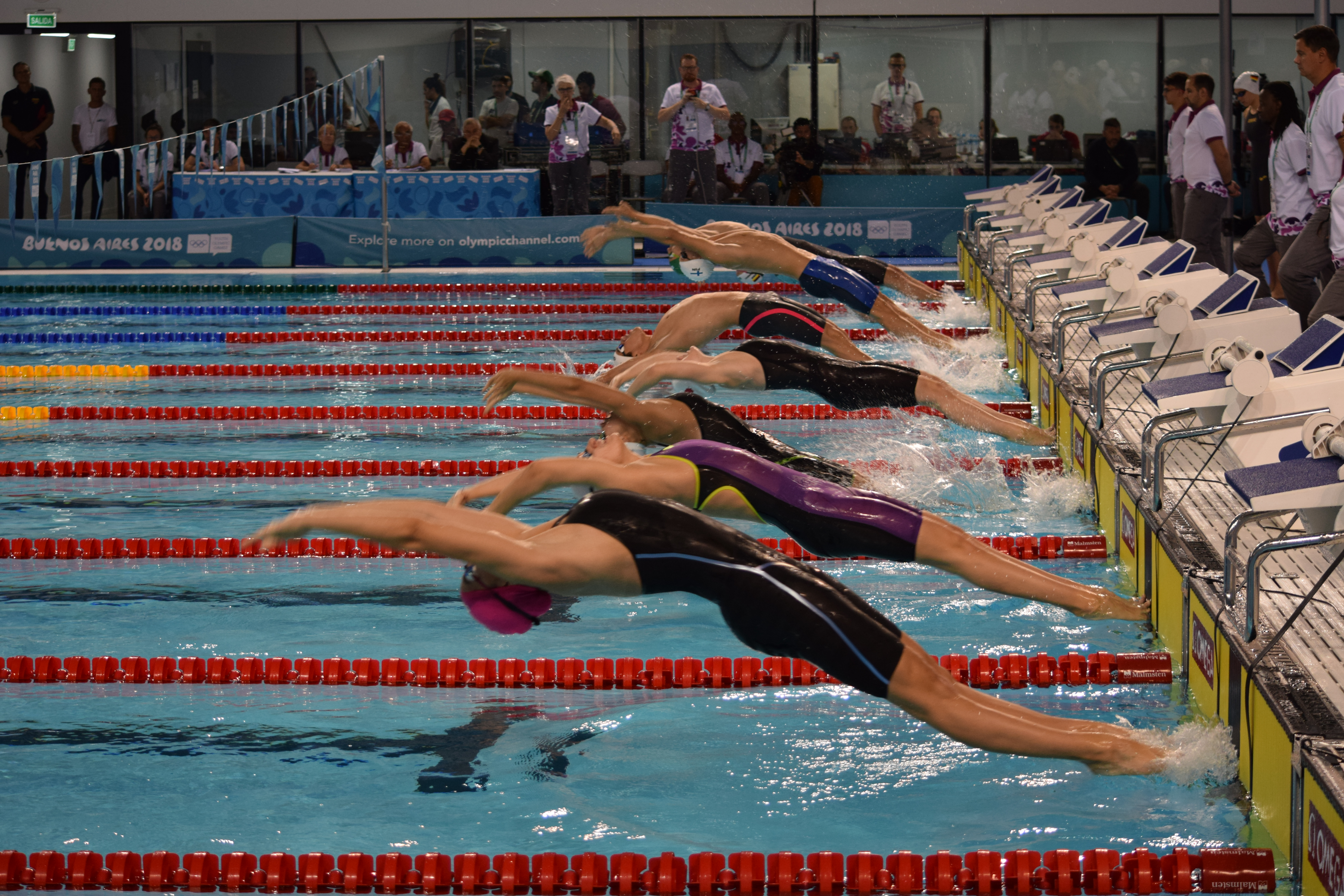
Largada en natación estilo espalda en los Juegos de Buenos Aires.

El Parque Olímpico está situado al sur de Buenos Aires, en el barrio de Villa Soldati. Es una de las zonas más verdes de la metrópoli, siendo adyacente al Parque de la Ciudad y el Autódromo de Buenos Aires. El parque Olímpico fue construido por el Centro Olímpico Juvenil (sede de 12 competiciones deportivas), la Villa Olímpica de la Juventud (Youth Olympic Village, YOV por sus siglas en inglés) y el estadio Mary Terán de Weiss (pensado inicialmente para la sede de tenis y la ceremonia de clausura pero destinado a prácticas de boxeo debido a retrasos en las obras).
| Sede                           | Barrio        | Deporte | Estado                                               |
| ------------------------------ | ------------- | --- | ---------------------------------------------------- |
| Villa Olímpica                 | Villa Soldati | | Sede construida para los juegos.                     |
| Estadio Mary Terán de Weiss    | Villa Soldati | Prácticas de boxeo | Existente, obras para la adición de techo corredizo. |
| Centro Olímpico de la Juventud | Villa Soldati | Atletismo Deportes acuáticos (Natación - Clavados) Pentatlón moderno Boxeo Gimnasia (Acrobática - Artística - Rítmica - Trampolín) Judo Karate Hockey sobre césped Taekwondo Halterofilia Lucha Esgrima | Existente, refaccionada.                             |

### Tecnópolis

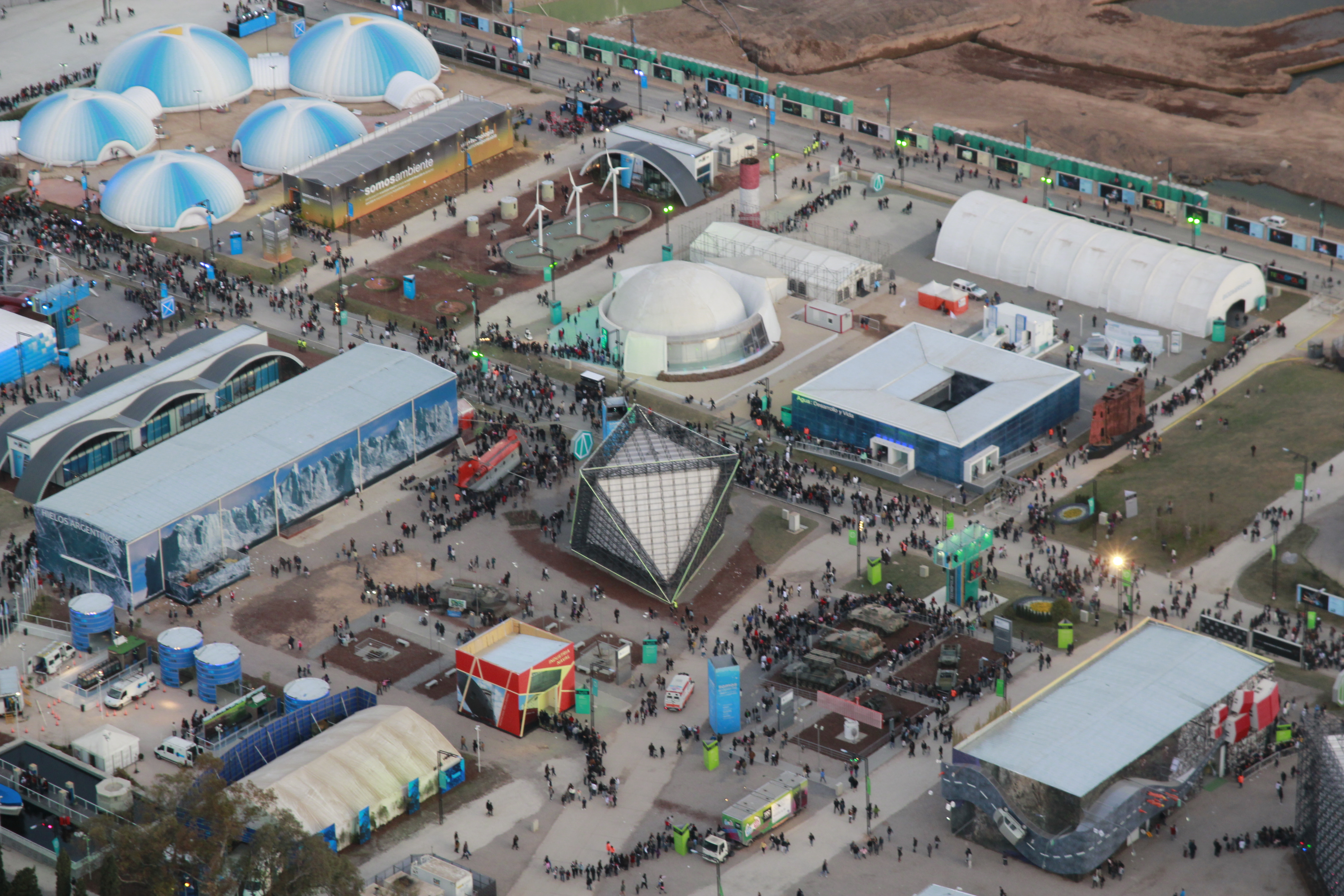
Tecnópolis fue sede de cuatro competiciones.

Tecnópolis está situado en la localidad de Villa Martelli (Partido de Vicente López, provincia de Buenos Aires), junto a la Avenida General Paz, la cual marca el límite entre el Partido de Vicente López y la Ciudad de Buenos Aires. Fue sede de cuatro competiciones deportivas. Este ha sido el único parque con dos sedes en distintas ciudades al ubicarse Parque Sarmiento en la Ciudad de Buenos Aires y Tecnópolis en Villa Martelli, cruzando la Avenida General Paz.
| Sede             | Barrio o localidad | Deporte                                                              | Estado                             |
| ---------------- | ------------------ | -------------------------------------------------------------------- | ---------------------------------- |
| Tecnópolis       | Villa Martelli     | Tenis de mesa Bádminton Pentatlón moderno Futsal Squash (Exhibición) | Existente, sin necesidad de obras. |
| Parque Sarmiento | Saavedra           | Tiro con arco Tiro deportivo Balonmano playa                         | Existente, con necesidad de obras. |

### Sedes periféricas
| Sede                        | Barrio o localidad | Deporte                                       | Estado                             |
| --------------------------- | ------------------ | --------------------------------------------- | ---------------------------------- |
| Paseo de la Costa           | Vicente López      | BMX Racing Patinaje de velocidad sobre ruedas | Existente, con necesidad de obras. |
| Hurlingham Club             | Hurlingham         | Golf                                          | Existente, sin necesidad de obras. |
| Club Náutico San Isidro     | San Isidro         | Vela Kiteboarding Windsurfer                  | Existente, sin necesidad de obras. |
| Club Atlético de San Isidro | San Isidro         | Rugby Sevens                                  | Existente, sin necesidad de obras. |

## Calendario
| ● | Ceremonia de Apertura | ● | Eventos de competición | ● | Eventos finales | ● | Ceremonia de Clausura |

| Octubre                            | 6 Sáb | 7 Dom | 8 Lun | 9 Mar | 10 Mié | 11 Jue | 12 Vie | 13 Sáb | 14 Dom | 15 Lun | 16 Mar | 17 Mié | 18 Jue | Eventos |
| ---------------------------------- | ----- | ----- | ----- | ----- | ------ | ------ | ------ | ------ | ------ | ------ | ------ | ------ | ------ | ------- |
| Ceremonias                         | ●     |       |       |       |        |        |        |        |        |        |        |        | ●      |         |
| Atletismo                          |       |       |       |       |        | ●      | ●      | ●      | 9      | 16     | 11     |        |        | 36      |
| Bádminton                          |       | ●     | ●     | ●     | ●      | ●      | 3      |        |        |        |        |        |        | 3       |
| Baile deportivo                    |       | ●     | 2     |       | ●      | 1      |        |        |        |        |        |        |        | 3       |
| Básquetbol                         |       | ●     | ●     | ●     | ●      | ●      | ●      | ●      | ●      | 2      | ●      | 2      |        | 4       |
| Balonmano playa                    |       |       | ●     | ●     | ●      | ●      | ●      | 2      |        |        |        |        |        | 2       |
| Boxeo                              |       |       |       |       |        |        |        |        | ●      | ●      | ●      | 8      | 5      | 13      |
| Ciclismo                           |       | 1     |       |       | ●      | 1      |        | ●      | ●      | ●      | ●      | 2      |        | 4       |
| Equitación                         |       |       | ●     | 1     |        |        | ●      | 1      |        |        |        |        |        | 2       |
| Escalada deportiva                 |       | ●     | ●     | 1     | 1      |        |        |        |        |        |        |        |        | 2       |
| Esgrima                            |       | 2     | 2     | 2     | 1      |        |        |        |        |        |        |        |        | 7       |
| Futsal                             |       | ●     | ●     | ●     | ●      | ●      | ●      | ●      |        | ●      |        | 1      | 1      | 2       |
| Gimnasia                           |       | ●     | ●     | ●     | 1      | 1      | 1      | 4      | 4      | 5      | 1      |        |        | 17      |
| Golf                               |       |       |       | ●     | ●      | 2      |        | ●      | ●      | 1      |        |        |        | 3       |
| Halterofilia                       |       | 2     | 2     | 2     |        | 2      | 2      | 2      |        |        |        |        |        | 12      |
| Hockey                             |       | ●     | ●     | ●     | ●      | ●      | ●      | ●      | 2      |        |        |        |        | 2       |
| Judo                               |       | 3     | 3     | 2     | 1      |        |        |        |        |        |        |        |        | 9       |
| Karate                             |       |       |       |       |        |        |        |        |        |        |        | 3      | 3      | 6       |
| Lucha                              |       |       |       |       |        |        | 5      | 5      | 5      |        |        |        |        | 15      |
| Natación                           |       | 3     | 8     | 5     | 7      | 4      | 9      |        |        |        |        |        |        | 36      |
| Patinaje de velocidad sobre ruedas |       | ●     | 2     |       |        |        |        |        |        |        |        |        |        | 2       |
| Pentatlón moderno                  |       |       |       |       |        |        | ●      | 1      | 1      | ●      | 1      |        |        | 3       |
| Piragüismo                         |       |       |       |       |        |        | 2      | 2      |        | 2      | 2      |        |        | 8       |
| Remo                               |       | ●     | ●     | 2     | 2      |        |        |        |        |        |        |        |        | 4       |
| Rugby 7                            |       |       |       |       |        |        |        | ●      | ●      | 2      |        |        |        | 2       |
| Saltos                             |       |       |       |       |        |        |        | 1      | 1      | 1      | 1      | 1      |        | 5       |
| Taekwondo                          |       | 2     | 2     | 2     | 2      | 2      |        |        |        |        |        |        |        | 10      |
| Tenis                              |       | ●     | ●     | ●     | ●      | ●      | ●      | 2      | 3      |        |        |        |        | 5       |
| Tenis de mesa                      |       | ●     | ●     | ●     | 2      |        | ●      | ●      | ●      | 1      |        |        |        | 5       |
| Tiro                               |       | 1     | 1     | 1     | 1      | 1      | 1      |        |        |        |        |        |        | 6       |
| Tiro con arco                      |       |       |       |       |        |        | ●      | ●      | 1      | ●      | 1      | 1      |        | 3       |
| Triatlón                           |       | 1     | 1     |       |        | 1      |        |        |        |        |        |        |        | 3       |
| Vela                               |       | ●     | ●     | ●     | ●      | ●      | 2      | 1      | 2      |        |        |        |        | 5       |
| Vóley playa                        |       | ●     | ●     | ●     | ●      | ●      | ●      | ●      | ●      | ●      | ●      | 2      |        | 2       |
| Total de Medallas de Oro           |       | 15    | 23    | 18    | 18     | 15     | 25     | 23     | 25     | 31     | 19     | 20     | 9      | 241     |
| Medallas de Oro Acumuladas         |       | 15    | 38    | 56    | 74     | 89     | 114    | 137    | 162    | 193    | 212    | 232    | 241    | 241     |
| Octubre                            | 6 Sáb | 7 Dom | 8 Lun | 9 Mar | 10 Mié | 11 Jue | 12 Vie | 13 Sáb | 14 Dom | 15 Lun | 16 Mar | 17 Mié | 18 Jue | Eventos |

### Medallero
El Comité Organizador no mantuvo un recuento oficial de medallas porque iba contra el espíritu de hermandad internacional entre los y las atletas. Este medallero utilizó como fuente el medallero que publicó el Canal Olímpico, canal oficial del Comité Olímpico Internacional.
*Actualizado al 18/10/2018, al finalizar los Juegos.
|  | País local. |

| Núm. | País                          | Oro | Plata | Bronce | Total |
| ---- | ----------------------------- | --- | ----- | ------ | ----- |
| 1    | Rusia (RUS)                   | 29  | 18    | 12     | 59    |
| 2    | República Popular China (CHN) | 18  | 10    | 8      | 36    |
| 3    | Japón (JPN)                   | 15  | 12    | 12     | 39    |
| -    | Equipo Internacional Mixto    | 13  | 13    | 13     | 39    |
| 4    | Hungría (HUN)                 | 12  | 7     | 5      | 24    |
| 5    | Italia (ITA)                  | 11  | 10    | 13     | 34    |
| 6    | Argentina (ARG)               | 11  | 6     | 9      | 26    |
| 7    | Irán (IRI)                    | 7   | 3     | 4      | 14    |
| 8    | Estados Unidos (USA)          | 6   | 5     | 7      | 18    |
| 9    | Francia (FRA)                 | 5   | 15    | 7      | 27    |
| 10   | Ucrania (UKR)                 | 5   | 7     | 6      | 18    |

## Países participantes
- En total participaron 210 países.

| Lista de equipos participantes (Cantidad de atletas) | Lista de equipos participantes (Cantidad de atletas) | Lista de equipos participantes (Cantidad de atletas) |
| --- | --- | --- |
| - Afganistán (AFG) (3) - Albania (ALB) (5) - Alemania (GER) (74) - Andorra (AND) (8) - Angola (ANG) (1) - Antigua y Barbuda (ANT) (5) - Antillas Neerlandesas (AHO) (3) - Arabia Saudita (KSA) (9) - Argelia (ALG) (30) - Argentina (ARG) (Anfitrión) (142) - Armenia (ARM) (8) - Aruba (ARU) (7) - Australia (AUS) (88) - Austria (AUT) (42) - Azerbaiyán (AZE) (17) - Bahamas (BAH) (7) - Bangladés (BAN) (13) - Barbados (BAR) (4) - Baréin (BRN) (4) - Bélgica (BEL) (32) - Belice (BIZ) (2) - Benín (BEN) (3) - Bermudas (BER) (3) - Bielorrusia (BLR) (37) - Birmania (MYA) (2) - Bohemia (BOH) (3) - Bolivia (BOL) (19) - Bosnia y Herzegovina (BIH) (6) - Botsuana (BOT) (3) - Brasil (BRA) (79) - Brunéi (BRU) (3) - Bulgaria (BUL) (24) - Burkina Faso (BUR) (4) - Burundi (BDI) (5) - Bután (BHU) (3) - Cabo Verde (CPV) (3) - Camboya (CAM) (3) - Camerún (CMR) (16) - Canadá (CAN) (72) - Catar (QAT) (5) - Chad (CHA) (2) - Chile (CHI) (44) - República Popular China (CHN) (82) - China Taipéi (TPE) (59) - Chipre (CYP) (6) - Colombia (COL) (53) - Comoras (COM) (3) - Corea del Norte (PRK) (5) - Corea del Sur (KOR) (28) - Costa de Marfil (CIV) (3) - Costa Rica (CRC) (17) - Croacia (CRO) (36) - Cuba (CUB) (19) - Dinamarca (DEN) (11) - Dominica (DMA) (4) - Ecuador (ECU) (29) - Egipto (EGY) (68) - El Salvador (ESA) (4) - Emiratos Árabes Unidos (UAE) (7) - Eritrea (ERI) (9) - Eslovaquia (SVK) (33) - Eslovenia (SLO) (26) - España (ESP) (85) - Estados Federados de Micronesia (FSM) (3) - Estados Unidos (USA) (86) - Estonia (EST) (23) - Etiopía (ETH) (11) - Filipinas (PHI) (7) - Finlandia (FIN) (25) - Fiyi (FIJ) (3) - Francia (FRA) (98) | - Gabón (GAB) (5) - Gambia (GAM) (5) - Georgia (GEO) (15) - Ghana (GHA) (5) - Granada (GRN) (4) - Grecia (GRE) (33) - Guam (GUM) (4) - Guatemala (GUA) (9) - Guinea (GUI) (3) - Guinea-Bisáu (GBS) (2) - Guinea Ecuatorial (GEQ) (3) - Guyana (GUY) (4) - Haití (HAI) (3) - Honduras (HON) (4) - Hong Kong (HKG) (25) - Hungría (HUN) (79) - India (IND) (46) - Indonesia (INA) (17) - Irán (IRI) (49) - Irak (IRQ) (15) - Irlanda (IRL) (16) - Islandia (ISL) (9) - Islas Caimán (CAY) (3) - Islas Cook (COK) (1) - Islas Feroe (FRO) (3) - Islas Marshall (MHL) (5) - Islas Salomón (SOL) (12) - Islas Vírgenes Británicas (IVB) (2) - Islas Vírgenes de los Estados Unidos (ISV) (4) - Israel (ISR) (19) - Italia (ITA) (83) - Jamaica (JAM) (12) - Japón (JPN) (91) - Jordania (JOR) (13) - Kazajistán (KAZ) (58) - Kenia (KEN) (20) - Kirguistán (KGZ) (13) - Kiribati (KIR) (2) - Kosovo (KOS) (5) - Kuwait (KUW) (2) - Laos (LAO) (4) - Lesoto (LES) (2) - Letonia (LAT) (19) - Líbano (LBN) (3) - Liberia (LBR) (2) - Libia (LBA) (2) - Liechtenstein (LIE) (3) - Lituania (LTU) (15) - Luxemburgo (LUX) (10) - Macao (MAC) (3) - Macedonia del Norte (MKD) (6) - Madagascar (MAD) (4) - Malasia (MAS) (20) - Malaui (MAW) (4) - Maldivas (MDV) (3) - Malí (MLI) (3) - Malta (MLT) (4) - Marruecos (MAR) (20) - Mauricio (MRI) (25) - Mauritania (MTN) (2) - México (MEX) (93) - Moldavia (MDA) (17) - Mónaco (MON) (5) - Mongolia (MGL) (11) - Montenegro (MNE) (2) - Mozambique (MOZ) (6) - Namibia (NAM) (11) - Nauru (NRU) (5) - Nepal (NEP) (3) - Nicaragua (NCA) (3) | - Níger (NIG) (3) - Nigeria (NGR) (17) - Noruega (NOR) (16) - Nueva Zelanda (NZL) (61) - Omán (OMA) (5) - Países Bajos (NED) (41) - Pakistán (PAK) (3) - Palaos (PLW) (2) - Palestina (PLE) (4) - Panamá (PAN) (16) - Papúa Nueva Guinea (PNG) (3) - Paraguay (PAR) (26) - Perú (PER) (16) - Polonia (POL) (69) - Portugal (POR) (41) - Puerto Rico (PUR) (22) - Reino Unido (GBR) (43) - República Centroafricana (CAF) (2) - República Checa (CZE) (53) - República del Congo (CGO) (2) - República Democrática del Congo (COD) (5) - República Dominicana (DOM) (20) - Ruanda (RWA) (3) - Rumania (ROU) (34) - Rusia (RUS) (93) - Samoa (SAM) (17) - Samoa Americana (ASA) (12) - San Cristóbal y Nieves (SKN) (2) - San Marino (SMR) (4) - San Vicente y las Granadinas (VIN) (6) - Santa Lucía (LCA) (3) - Santo Tomé y Príncipe (STP) (4) - Senegal (SEN) (4) - Serbia (SRB) (16) - Seychelles (SEY) (3) - Sierra Leona (SLE) (4) - Singapur (SGP) (18) - Siria (SYR) (3) - Somalia (SOM) (2) - Sri Lanka (SRI) (13) - Suazilandia (SWZ) (3) - Sudáfrica (RSA) (70) - Sudán (SUD) (2) - Sudán del Sur (SSD) (3) - Suecia (SWE) (18) - Suiza (SUI) (40) - Surinam (SUR) (3) - Tailandia (THA) (57) - Tanzania (TAN) (4) - Tayikistán (TJK) (3) - Timor Oriental (TLS) (2) - Togo (TOG) (4) - Tonga (TGA) (12) - Trinidad y Tobago (TTO) (13) - Túnez (TUN) (38) - Turkmenistán (TKM) (10) - Turquía (TUR) (56) - Tuvalu (TUV) (1) - Ucrania (UKR) (55) - Uganda (UGA) (5) - Uruguay (URU) (26) - Uzbekistán (UZB) (37) - Vanuatu (VAN) (21) - Venezuela (VEN) (53) - Vietnam (VIE) (13) - Yemen (YEM) (3) - Yibuti (DJI) (5) - Zambia (ZAM) (14) - Zimbabue (ZIM) (15) |

#### Número de atletas por Comité Olímpico Nacional
| Código COI | País                                       | Atletas |
| ---------- | ------------------------------------------ | ------- |
| ARG        | Argentina (ARG)                            | 142     |
| FRA        | Francia (FRA)                              | 98      |
| MEX        | México (MEX)                               | 93      |
| RUS        | Rusia (RUS)                                | 93      |
| JPN        | Japón (JPN)                                | 91      |
| AUS        | Australia (AUS)                            | 88      |
| USA        | Estados Unidos (USA)                       | 86      |
| ESP        | España (ESP)                               | 85      |
| ITA        | Italia (ITA)                               | 83      |
| CHN        | República Popular China (CHN)              | 82      |
| BRA        | Brasil (BRA)                               | 79      |
| HUN        | Hungría (HUN)                              | 79      |
| GER        | Alemania (GER)                             | 74      |
| CAN        | Canadá (CAN)                               | 72      |
| RSA        | Sudáfrica (RSA)                            | 70      |
| POL        | Polonia (POL)                              | 69      |
| EGY        | Egipto (EGY)                               | 68      |
| NZL        | Nueva Zelanda (NZL)                        | 61      |
| TPE        | China Taipéi (TPE)                         | 59      |
| KAZ        | Kazajistán (KAZ)                           | 58      |
| THA        | Tailandia (THA)                            | 57      |
| TUR        | Turquía (TUR)                              | 56      |
| UKR        | Ucrania (UKR)                              | 55      |
| COL        | Colombia (COL)                             | 53      |
| CZE        | República Checa (CZE)                      | 53      |
| VEN        | Venezuela (VEN)                            | 53      |
| IRI        | Irán (IRI)                                 | 49      |
| IND        | India (IND)                                | 46      |
| CHI        | Chile (CHI)                                | 44      |
| GBR        | Reino Unido (GBR)                          | 43      |
| AUT        | Austria (AUT)                              | 42      |
| NED        | Países Bajos (NED)                         | 41      |
| POR        | Portugal (POR)                             | 41      |
| SUI        | Suiza (SUI)                                | 40      |
| TUN        | Túnez (TUN)                                | 38      |
| BLR        | Bielorrusia (BLR)                          | 37      |
| UZB        | Uzbekistán (UZB)                           | 37      |
| CRO        | Croacia (CRO)                              | 36      |
| ROU        | Rumania (ROU)                              | 34      |
| SVK        | Eslovaquia (SVK)                           | 33      |
| GRE        | Grecia (GRE)                               | 33      |
| BEL        | Bélgica (BEL)                              | 32      |
| ALG        | Argelia (ALG)                              | 30      |
| ECU        | Ecuador (ECU)                              | 29      |
| KOR        | Corea del Sur (KOR)                        | 28      |
| SLO        | Eslovenia (SLO)                            | 26      |
| PAR        | Paraguay (PAR)                             | 26      |
| URU        | Uruguay (URU)                              | 26      |
| FIN        | Finlandia (FIN)                            | 25      |
| HKG        | Hong Kong (HKG)                            | 25      |
| MRI        | Mauricio (MRI)                             | 25      |
| BUL        | Bulgaria (BUL)                             | 24      |
| EST        | Estonia (EST)                              | 23      |
| PUR        | Puerto Rico (PUR)                          | 22      |
| VAN        | Vanuatu (VAN)                              | 21      |
| KEN        | Kenia (KEN)                                | 20      |
| MAS        | Malasia (MAS)                              | 20      |
| MAR        | Marruecos (MAR)                            | 20      |
| DOM        | República Dominicana (DOM)                 | 20      |
| BOL        | Bolivia (BOL)                              | 19      |
| CUB        | Cuba (CUB)                                 | 19      |
| ISR        | Israel (ISR)                               | 19      |
| LAT        | Letonia (LAT)                              | 19      |
| SGP        | Singapur (SGP)                             | 18      |
| SWE        | Suecia (SWE)                               | 18      |
| AZE        | Azerbaiyán (AZE)                           | 17      |
| CRC        | Costa Rica (CRC)                           | 17      |
| INA        | Indonesia (INA)                            | 17      |
| MDA        | Moldavia (MDA)                             | 17      |
| NGR        | Nigeria (NGR)                              | 17      |
| SAM        | Samoa (SAM)                                | 17      |
| CMR        | Camerún (CMR)                              | 16      |
| IRL        | Irlanda (IRL)                              | 16      |
| NOR        | Noruega (NOR)                              | 16      |
| PAN        | Panamá (PAN)                               | 16      |
| PER        | Perú (PER)                                 | 16      |
| SRB        | Serbia (SRB)                               | 16      |
| GEO        | Georgia (GEO)                              | 15      |
| IRQ        | Irak (IRQ)                                 | 15      |
| LTU        | Lituania (LTU)                             | 15      |
| ZIM        | Zimbabue (ZIM)                             | 15      |
| ZAM        | Zambia (ZAM)                               | 14      |
| BAN        | Bangladés (BAN)                            | 13      |
| JOR        | Jordania (JOR)                             | 13      |
| KGZ        | Kirguistán (KGZ)                           | 13      |
| SRI        | Sri Lanka (SRI)                            | 13      |
| TTO        | Trinidad y Tobago (TTO)                    | 13      |
| VIE        | Vietnam (VIE)                              | 13      |
| JAM        | Jamaica (JAM)                              | 12      |
| SOL        | Islas Salomón (SOL)                        | 12      |
| ASA        | Samoa Americana (ASA)                      | 12      |
| TGA        | Tonga (TGA)                                | 12      |
| DEN        | Dinamarca (DEN)                            | 11      |
| ETH        | Etiopía (ETH)                              | 11      |
| MGL        | Mongolia (MGL)                             | 11      |
| NAM        | Namibia (NAM)                              | 11      |
| LUX        | Luxemburgo (LUX)                           | 10      |
| TKM        | Turkmenistán (TKM)                         | 10      |
| KSA        | Arabia Saudita (KSA)                       | 9       |
| ERI        | Eritrea (ERI)                              | 9       |
| GUA        | Guatemala (GUA)                            | 9       |
| ISL        | Islandia (ISL)                             | 9       |
| AND        | Andorra (AND)                              | 8       |
| ARM        | Armenia (ARM)                              | 8       |
| ARU        | Aruba (ARU)                                | 7       |
| BAH        | Bahamas (BAH)                              | 7       |
| UAE        | Emiratos Árabes Unidos (UAE)               | 7       |
| PHI        | Filipinas (PHI)                            | 7       |
| BIH        | Bosnia y Herzegovina (BIH)                 | 6       |
| CYP        | Chipre (CYP)                               | 6       |
| MKD        | Macedonia del Norte (MKD)                  | 6       |
| MOZ        | Mozambique (MOZ)                           | 6       |
| VIN        | San Vicente y las Granadinas (VIN)         | 6       |
| ALB        | Albania (ALB)                              | 5       |
| ANT        | Antigua y Barbuda (ANT)                    | 5       |
| BDI        | Burundi (BDI)                              | 5       |
| QAT        | Catar (QAT)                                | 5       |
| PRK        | Corea del Norte (PRK)                      | 5       |
| GAB        | Gabón (GAB)                                | 5       |
| GAM        | Gambia (GAM)                               | 5       |
| GHA        | Ghana (GHA)                                | 5       |
| MHL        | Islas Marshall (MHL)                       | 5       |
| KOS        | Kosovo (KOS)                               | 5       |
| MON        | Mónaco (MON)                               | 5       |
| NRU        | Nauru (NRU)                                | 5       |
| OMA        | Omán (OMA)                                 | 5       |
| COD        | República Democrática del Congo (COD)      | 5       |
| UGA        | Uganda (UGA)                               | 5       |
| DJI        | Yibuti (DJI)                               | 5       |
| BAR        | Barbados (BAR)                             | 4       |
| BRN        | Baréin (BRN)                               | 4       |
| BUR        | Burkina Faso (BUR)                         | 4       |
| DMA        | Dominica (DMA)                             | 4       |
| ESA        | El Salvador (ESA)                          | 4       |
| GRN        | Granada (GRN)                              | 4       |
| GUM        | Guam (GUM)                                 | 4       |
| GUY        | Guyana (GUY)                               | 4       |
| HON        | Honduras (HON)                             | 4       |
| ISV        | Islas Vírgenes de los Estados Unidos (ISV) | 4       |
| LAO        | Laos (LAO)                                 | 4       |
| MAD        | Madagascar (MAD)                           | 4       |
| MAW        | Malaui (MAW)                               | 4       |
| MLT        | Malta (MLT)                                | 4       |
| PLE        | Palestina (PLE)                            | 4       |
| SMR        | San Marino (SMR)                           | 4       |
| STP        | Santo Tomé y Príncipe (STP)                | 4       |
| SEN        | Senegal (SEN)                              | 4       |
| SLE        | Sierra Leona (SLE)                         | 4       |
| TAN        | Tanzania (TAN)                             | 4       |
| TOG        | Togo (TOG)                                 | 4       |
| AFG        | Afganistán (AFG)                           | 3       |
| BEN        | Benín (BEN)                                | 3       |
| BER        | Bermudas (BER)                             | 3       |
| BOT        | Botsuana (BOT)                             | 3       |
| BRU        | Brunéi (BRU)                               | 3       |
| BHU        | Bután (BHU)                                | 3       |
| CPV        | Cabo Verde (CPV)                           | 3       |
| CAM        | Camboya (CAM)                              | 3       |
| COM        | Comoras (COM)                              | 3       |
| CIV        | Costa de Marfil (CIV)                      | 3       |
| FSM        | Estados Federados de Micronesia (FSM)      | 3       |
| FIJ        | Fiyi (FIJ)                                 | 3       |
| GUI        | Guinea (GUI)                               | 3       |
| GEQ        | Guinea Ecuatorial (GEQ)                    | 3       |
| HAI        | Haití (HAI)                                | 3       |
| CAY        | Islas Caimán (CAY)                         | 3       |
| MAC        | Macao (MAC)                                | 3       |
| AHO        | Antillas Neerlandesas (AHO)                | 3       |
| LBN        | Líbano (LBN)                               | 3       |
| LIE        | Liechtenstein (LIE)                        | 3       |
| MDV        | Maldivas (MDV)                             | 3       |
| MLI        | Malí (MLI)                                 | 3       |
| BOH        | Bohemia (BOH)                              | 3       |
| NEP        | Nepal (NEP)                                | 3       |
| NCA        | Nicaragua (NCA)                            | 3       |
| NIG        | Níger (NIG)                                | 3       |
| PAK        | Pakistán (PAK)                             | 3       |
| PNG        | Papúa Nueva Guinea (PNG)                   | 3       |
| RWA        | Ruanda (RWA)                               | 3       |
| LCA        | Santa Lucía (LCA)                          | 3       |
| SEY        | Seychelles (SEY)                           | 3       |
| SYR        | Siria (SYR)                                | 3       |
| SWZ        | Suazilandia (SWZ)                          | 3       |
| SSD        | Sudán del Sur (SSD)                        | 3       |
| SUR        | Surinam (SUR)                              | 3       |
| TJK        | Tayikistán (TJK)                           | 3       |
| FRO        | Islas Feroe (FRO)                          | 3       |
| YEM        | Yemen (YEM)                                | 3       |
| BIZ        | Belice (BIZ)                               | 2       |
| MYA        | Birmania (MYA)                             | 2       |
| CHA        | Chad (CHA)                                 | 2       |
| GBS        | Guinea-Bisáu (GBS)                         | 2       |
| IVB        | Islas Vírgenes Británicas (IVB)            | 2       |
| KIR        | Kiribati (KIR)                             | 2       |
| KUW        | Kuwait (KUW)                               | 2       |
| LES        | Lesoto (LES)                               | 2       |
| LBR        | Liberia (LBR)                              | 2       |
| LBA        | Libia (LBA)                                | 2       |
| MTN        | Mauritania (MTN)                           | 2       |
| MNE        | Montenegro (MNE)                           | 2       |
| PLW        | Palaos (PLW)                               | 2       |
| CAF        | República Centroafricana (CAF)             | 2       |
| CGO        | República del Congo (CGO)                  | 2       |
| SKN        | San Cristóbal y Nieves (SKN)               | 2       |
| SOM        | Somalia (SOM)                              | 2       |
| SUD        | Sudán (SUD)                                | 2       |
| TLS        | Timor Oriental (TLS)                       | 2       |
| ANG        | Angola (ANG)                               | 1       |
| COK        | Islas Cook (COK)                           | 1       |
| TUV        | Tuvalu (TUV)                               | 1       |

## Programa educativo y cultural
Este programa ofreció una gran variedad de sedes en las que se desarrollaron actividades educativas y culturales para los atletas, la comunidad local y aquellos que visitaron la Ciudad para los Juegos. Dentro de este programa, también se realizaron actividades en los complejos y en otras sedes externas a ellos.[cita requerida]
- Centro Cultural Recoleta
- Planetario Galileo Galilei
- Teatro Colón
- Usina del Arte
- Obelisco de Buenos Aires
- MALBA
- Plaza San Martín
- Jardín botánico de Buenos Aires
- Hipódromo de Buenos Aires
- Plaza de Mayo
- Caminito

## Preparación
Como antecedentes a estos Juegos, Buenos Aires había albergado dos eventos multideportivos: los Juegos Panamericanos de 1951 y los Juegos Suramericanos de 2006. Los distintos procesos clasificatorios de cada deporte iniciaron el 1 de abril de 2017 y concluyeron tres meses antes de los Juegos.

### Delegación argentina
Se establecieron tres operativos para identificar a los jóvenes talentos, el primero fue un testeo de todos los deportistas federados del grupo etario 2018, el segundo una evaluación nacional de la aptitud física y una encuesta de hábitos deportivos para la población general nacida en 2000-2001 y el tercero la búsqueda entre los participantes de los Juegos Nacionales Evita.

## Programa deportivo

### Deportes olímpicos
En los Juegos de 2018, fueron 32 los deportes olímpicos. Se mantuvieron 28 de la pasada edición, Nankín 2014 y los tres deportes que se añadieron al programa el 6 de agosto de 2016 fueron: el baile deportivo, el karate y la escalada deportiva, que representan una mezcla de deportes emergentes, universales y urbanos con un importante atractivo juvenil, más el patinaje de velocidad sobre ruedas que se añadió el 17 de marzo de 2017. Además, el futsal reemplazó al fútbol.
| - Atletismo (36) (detalles) - Bádminton (3) (detalles) - Baile deportivo (3) (detalles) - Básquetbol 3x3 (4) (detalles) - Balonmano playa (2) (detalles) - Boxeo (13) (detalles) - Ciclismo (4) (detalles) - Equitación (2) (detalles) - Escalada deportiva (2) (detalles) - Esgrima (7) (detalles) - Futsal (2) (detalles) | - Gimnasia (17) (detalles) - Golf (3) (detalles) - Halterofilia (12) (detalles) - Hockey 5 (2) (detalles) - Judo (9) (detalles) - Karate (6) (detalles) - Lucha (15) (detalles) - Natación (36) (detalles) - Patinaje de velocidad sobre ruedas (2) (detalles) - Pentatlón moderno (3) (detalles) - Piragüismo (8) (detalles) | - Remo (4) (detalles) - Rugby 7 (2) (detalles) - Saltos (5) (detalles) - Taekwondo (10) (detalles) - Tenis (5) (detalles) - Tenis de mesa (3) (detalles) - Tiro (6) (detalles) - Tiro con arco (3) (detalles) - Triatlón (3) (detalles) - Vela (5) (detalles) - Vóley playa (2) (detalles) |

### Deportes de exhibición
Para los Juegos 2018 fueron confirmados tres deportes de exhibición:
| - Karting (detalles) - Polo (detalles) - Squash (detalles) |